# Nambroca
Nambroca es un municipio y localidad española de la provincia de Toledo, en la comunidad autónoma de Castilla-La Mancha. Cuenta con una población de 5250 habitantes (INE 2024).

## Toponimia
El topónimo Nambroca es probable que se derive de una voz prerromana con el sufijo adjetival denominativo -ko, existente en vasco, interpretación que se basa en las variantes que aparecen en el siglo XII donde se indica como Nonnoco y Nomnocha. De acuerdo con ello su origen se basaría en un antropónimo antiguo, probablemente vasco, dueño o repoblador, que habría prestado su nombre al lugar. Otra hipótesis indica que el nombre estaría relacionado con la orografía del terreno.

## Geografía

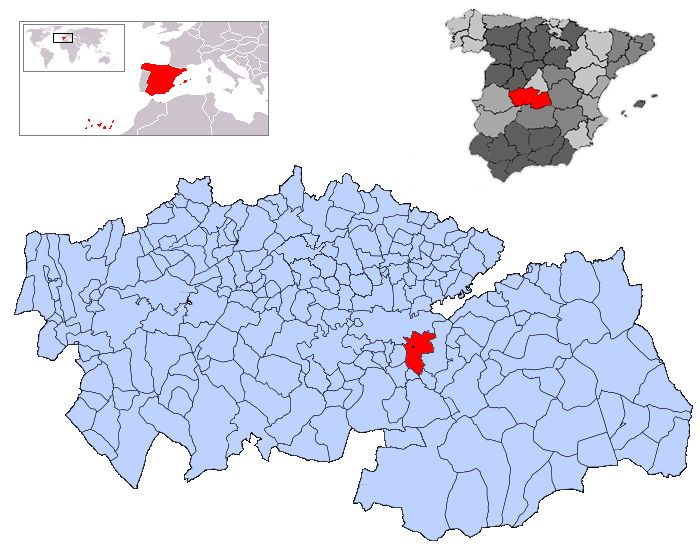
Situación del término municipal de Nambroca

El municipio se encuentra situado «al S. de la cap.» en la comarca de Montes de Toledo. Linda con los términos municipales de Toledo al norte, Almonacid de Toledo al este, Villaminaya y Chueca al sur y Ajofrín y Burguillos de Toledo al oeste, todos de Toledo.
Al sur de la localidad se divisan una hilera de pequeños montes que conforman la denominada Sierra de Nambroca, donde destacan Cerro Gordo con 838 m s. n. m., Cerro Marica con 944 m s. n. m. y Oliva con 900 m s. n. m.

## Historia

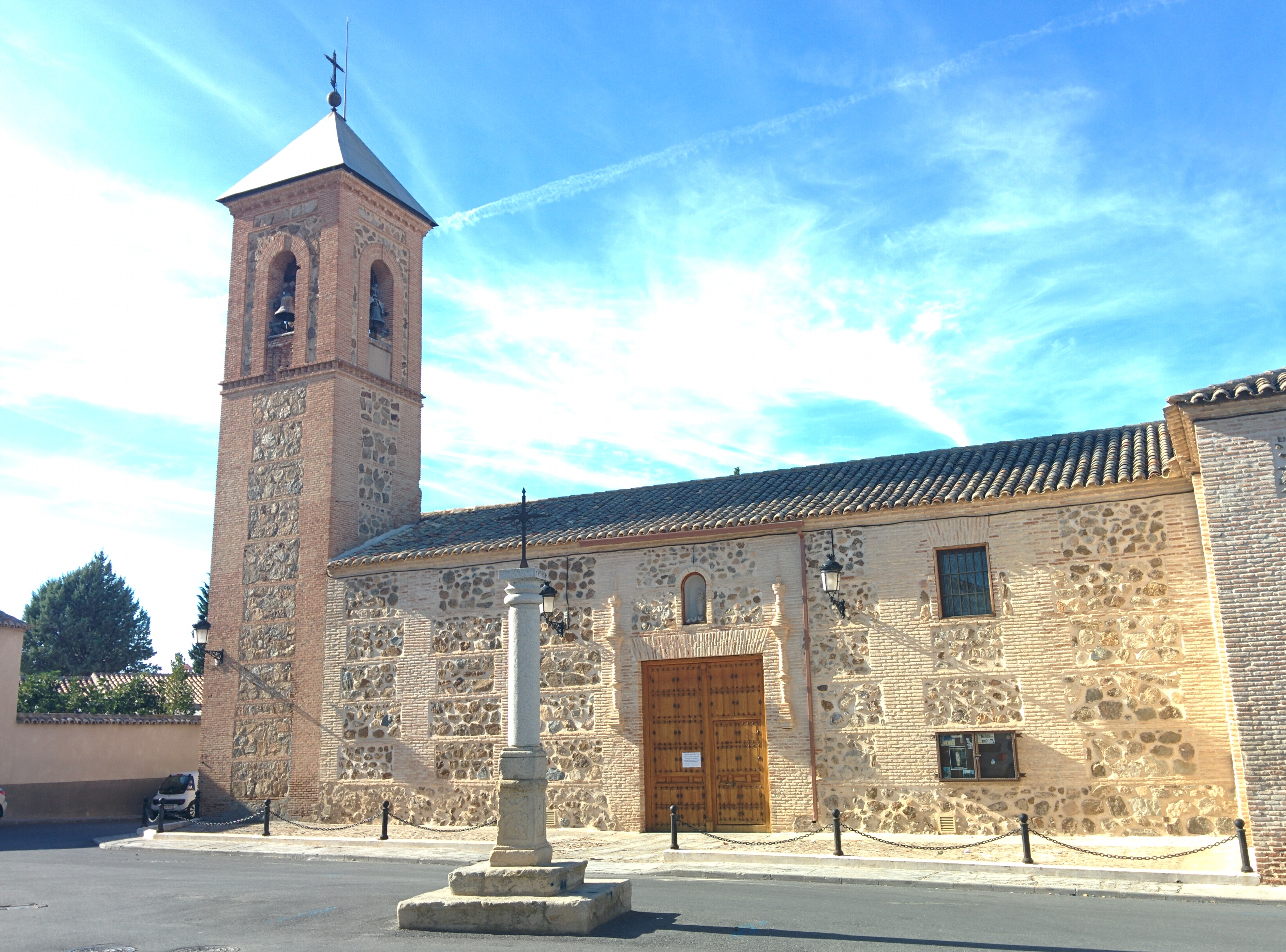
Iglesia de Nuestra Señora de la Purificación

No hay acuerdo en su fundación, indicándose a finales del siglo XVIII dos versiones al respecto. Según una su fundación sería árabe, mientras que según la otra se originaría partir de dos barrios de Toledo.
En 1146 aparece en un documento por el cual Alfonso VII otorga a Pedro Gilbert, Mazdalquez, una aldea despoblada cercana a Nambroca: «illam uillulam modo desertam dictam Mazdalquez, sitam iuxta nonnoco». En 1187 aparece citada «Nambroca cum pertennitiis suis» en un documente en el que el maestre de la Orden de Calatrava obtiene una bula pontificia de confirmación de sus posesiones. En 1399, al señalar Enrique III las cantidades que los pueblos de Toledo y Madrid han de pagar, aparece como Nanbroca.
En 1752 se cita en el Catastro de Ensenada, allí se dice que viven 120 personas, que nacen cada año 40 o 50, que mueren unos 20 y que la mayoría de los habitantes son jornaleros y agricultores.
A finales de 1836 entró una partida carlista a la población resaltándose el valor de uno de sus vecinos, el cirujano Rojo, que al intentar tomar su casa, sin más ayuda que un muchacho de doce años, los recibió a tiros y dando vivas a la Constitución y a la reina Isabel II. Hiriendo a varios de gravedad, consiguió que se retiraran, pero más tarde le incendiaron la casa, víendosele envuelto entre humo y llamas. A pesar de ello, pocas horas después estaba en Toledo cuidando de sus enfermos como si nada hubiera ocurrido.
A mediados del siglo XIX tenía 156 casas, una escuela dotada con 1500 reales a la que asistían 68 niños y otra privada con 50 niñas. El presupuesto municipal ascendía a 14 777 reales.
Durante la Guerra Civil se instalan las huestes republicanas en la Sierra de Nambroca hasta el final de la contienda.

## Demografía
Cuenta con una población de 5250 habitantes (INE 2024).
| Gráfica de evolución demográfica de Nambroca entre 1842 y 2021                                                        |
| |
| Población de derecho según los censos de población del INE. Población de hecho según los censos de población del INE. |

## Administración
| Periodo   | Nombre                        | Partido |
| --------- | ----------------------------- | ------- |
| 1979-1983 | Mariano Alonso Revenga        | UCD     |
| 1983-1987 | Raúl Marcos Pantoja           | PSOE    |
| 1987-1991 | Raúl Marcos Pantoja           | PSOE    |
| 1991-1995 | Carlos Pérez Carro            | PP      |
| 1995-1999 | Carlos Pérez Carro            | PP      |
| 1999-2003 | Román López Pérez             | PSOE    |
| 2003-2007 | Carlos Pérez Carro            | PP      |
| 2007-2011 | Román López Pérez             | PSOE    |
| 2011-2015 | Henar González Arranz         | PP      |

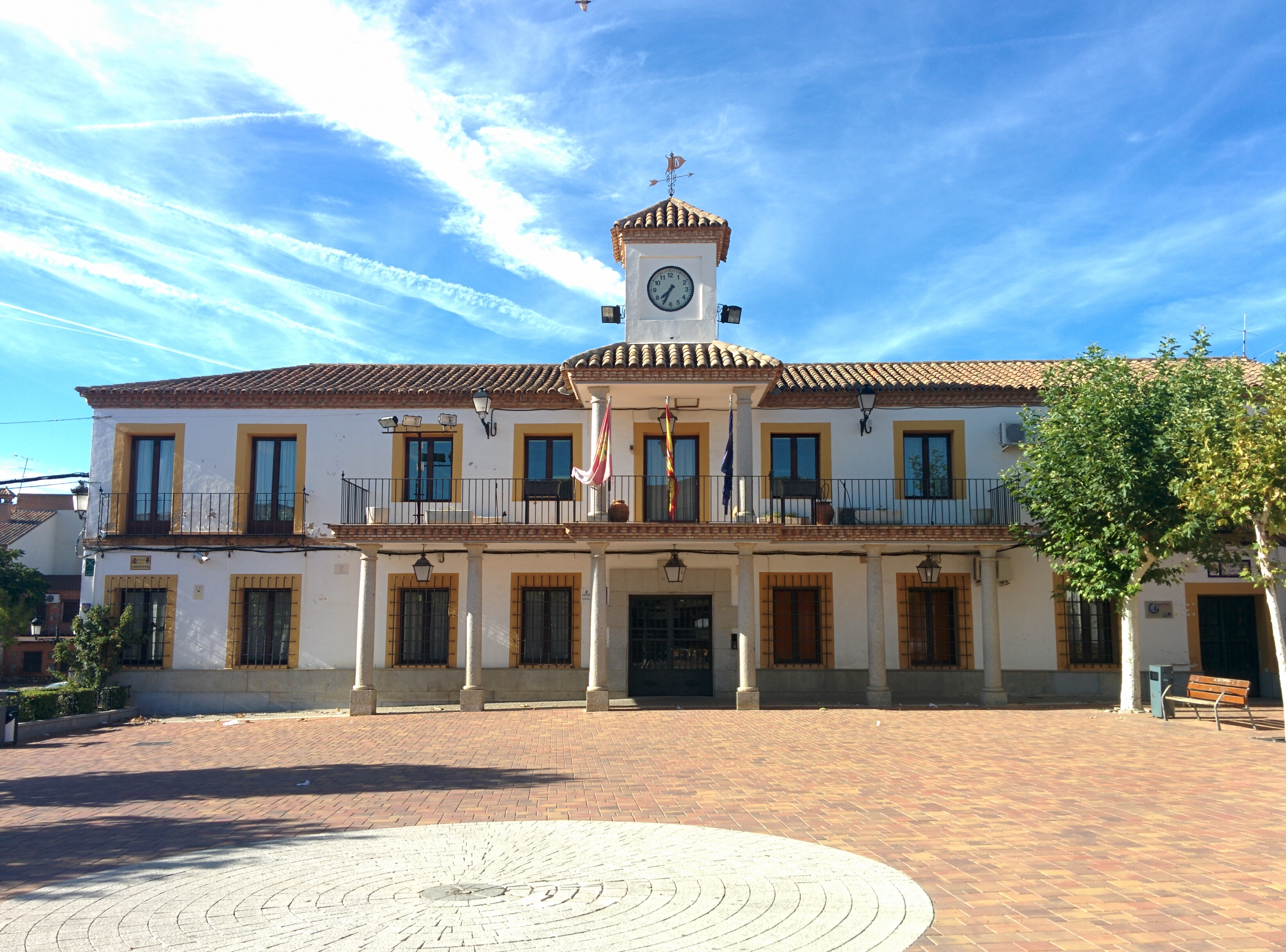
Casa consistorial

| 2015-2019 | Víctor Gregorio Botica García | PSOE    |
| 2019-2023 | Víctor Gregorio Botica García | PSOE    |
| 2023-act. | Bernardette García Sánchez    | PP      |

## Patrimonio

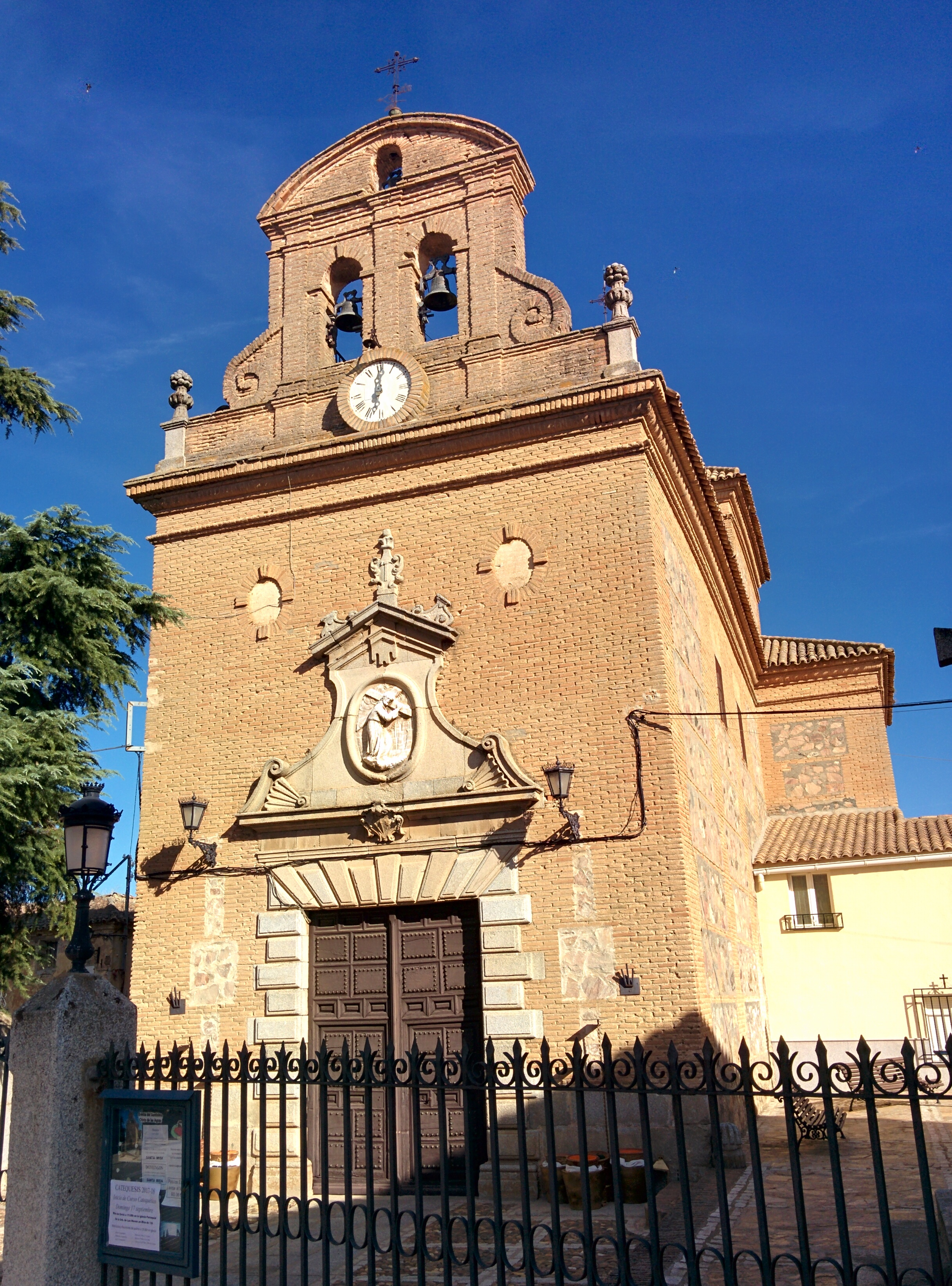
Ermita del Santísimo Cristo de las Aguas

- Ermita del Cristo de las Aguas: del siglo XVII.

## Fiestas
- 2 de febrero: la Candelaria.
- Pasados 50 días del Domingo de Resurrección: Santísimo Cristo de las Aguas.
- 16 de julio: Virgen del Carmen.